# SDS-1
SDS-1（英語: Small Demonstration Satellite - 1）は宇宙航空研究開発機構(JAXA)が開発した小型実証衛星である。

## 概要
実用衛星に搭載するにはリスクが大きい技術のうち、ロードマップの上で重要・緊急な技術の実証を行うことで技術的成熟度を高め、将来の実用衛星の信頼性向上に継げることを目的として開発された。小型であるため大型衛星より低コストかつ短期間での開発が可能であり、よりタイムリーな技術実証が可能であるとされている。また、マイクロラブサットと同様に、インハウスで製作することを通してJAXA若手技術系職員の人材育成を行うことも目的としている。

## ミッション
5つのミッションから構成される。

### マルチモード統合トランスポンダ(MTP)
PSK/PM、UQPSK/SQPM、QPSK、UQPSKの4種類の通信方式を搭載しながら、従来の1種類の通信方式のトランスポンダと同等の寸法質量に収まるよう小型軽量化されたS帯トランスポンダを実証するミッション。将来の観測衛星・科学衛星への標準搭載を目的としている。

### スペースワイヤ実証モジュール(SWIM)
JAXAが開発した宇宙用64bitMPUであるHR5000を核として、新たな衛星用国際標準通信規格であるSpaceWireを適用し開発されたSpaceCube2モジュールの軌道上実証を行うミッション。小型科学衛星シリーズ等への適用を目的としている。DECIGOへ向け、超高感度加速度計を用いた重力変動の計測実験も行う。

### 先端マイクロプロセッサ軌道上実験装置(AMI)
320MIPS級64bitMPU、SRAM、DC-DCコンバータ、パワーMOSFET等の部品で構成される高性能計算機ボードの軌道上実証を行うミッション。

### 薄膜太陽電池(TFC)
次世代の宇宙用太陽電池候補とされている2種類の薄膜太陽電池について軌道上データの取得と実装技術の実証を行うミッション。

### 次世代小型衛星バス技術実験
車載用GPS受信機をベースに筐体、インタフェース回路、GPSアンテナ、ファームウェアを宇宙用に改良した小型GPS受信機(GPSR)。検出素子に民生用CMOS APSを採用した小型軽量低消費電力の2軸太陽センサ、小型精太陽センサ(MSS)。最新の民生用CMOS素子と民生用CPUを活用した次世代モニタカメラ(ACMR)。以上、3つの次世代小型衛星バス技術の軌道上実証を行うミッション。

## 運用
2009年1月23日12時54分に温室効果ガス観測技術衛星「いぶき」や他のピギーバック衛星6機とともに、H-IIAロケット15号機によって打ち上げられた。1月27日まで4日間はクリティカル運用を行い、衛星分離の確認、スピン安定状態の確認、太陽電池パドルの展開、電力状態の確認を行った。その後、1月28日から3月6日までは初期チェックアウトが行われ、各種搭載機器の動作が正常であることが確認された。
3月7日以降は定常運用に入り、MTP、SWIM、AMIを中心に順次実験が行われた。半年間の定常運用は9月7日に終了した。以後、2010年9月8日まで約1年間に渡りAMI実験を中心とした後期運用を継続し、運用を終了した。